# Utricularia laciniata
Utricularia laciniata — вид рослин із родини пухирникових (Lentibulariaceae).

## Середовище проживання
Цей вид є ендеміком Бразилії, де він був зареєстрований в штатах Мінас-Жерайс, Гояс і Амапа.
Середовище проживання — мокрий піщаний або гравійний ґрунт серед скель у гірській савані; на висотах від 1000 до 1300 метрів.

## Використання
Вид культивується ентузіастами роду. Торгівля незначна.